# Philips Wouwerman
Philips Wouwerman (též Wouwermans) (24. května 1619 (pokřtěn), Haarlem – 19. května 1668, Haarlem) byl holandský malíř krajin, loveckých scén a bitev.

## Život
Narodil se v Haarlemu jako syn nyní zcela neznámého malíře Pouwels Joostsz Wouwermana z Alkmaaru. O jeho malířském školení není nic známo a přestože Cornelis de Bie uvádí, že byl žákem Franse Halse (1581/85–1666), nic nepřipomíná Halsův vliv na Wouwermanův styl malby. Mohl být také žákem malíře koní Pietera Verbecka. V devatenácti letech roku 1638 utekl s mladou haarlemskou katoličkou do Hamburku a přes odpor své rodiny se s ní oženil. V následujícím roce se vrátil do Haarlemu a působil zde až do smrti.
V mladém věku se oženil s Annou Pietersz. van Broeckhoff, se kterou měl deset dětí. Rodina žila v Bakenessergracht v domě, kde později bydleli také haarlemští malíři Cornelis Gerritsz Decker a Hendrik de Meijer.
Wouwerman se stal roku 1640 let členem malířského cechu sv. Lukáše a zastával v něm v následujících letech několik oficiálních funkcí. V haarlemských archivech je uváděn i jako obchodník s nemovitostmi. Zemřel ve 48 letech jako úspěšný a zámožný člen místní komunity. Sedm z Wouwermanových dětí, které se dožily dospělosti, zdědilo po smrti matky roku 1670 významné dědictví.

## Dílo
Wouwerman začal svou uměleckou kariéru v tradici Pietera van Laera a ve stylu bamboccianti, zachycováním žánrových scén z každodenního života. Dokázal spojit řadu jednotlivých odpozorovaných motivů do jednotné kompozice a odlišit pomocí gest a detailů i přes stovku postav. V polovině 40. let byly jeho nejčastějším námětem krajiny s diagonálním sklonem, stromy rámujícími výjev a postavami lidí s koňmi. V následujících třiceti letech se dopracoval k osobitému stylu a vynikl zejména v zobrazování koní v pohybu. Charakteristickým znakem jeho obrazů je bílý kůň, který nechybí téměř v žádném díle. Podle historika umění Frederika J. Duparca byl Wouwermans nejschopnějším a nejúspěšnějším holandským malířem koní 17. století. Rozsah jeho témat byl velmi pestrý a sahal od žánrových obrázků a krajin k náboženským a vojenským výjevům. Maloval jezdce na koních, lovce a sokolníky, poutníky v krajině, bitevní scény s kavalerií, vojenská ležení nebo výjevy z venkovského života. Obrazy z jeho vrcholného období mezi roky 1650–1660 mají nesporně vysokou kvalitu a kombinují imaginární jižní krajiny s typickou holandskou atmosférou charakterizovanou stříbřitým chladným světlem. Pozdější Wouwermanovy malby mají díky užití tmavšího bolusového podkladu tlumené barvy a postrádají dřívější půvab a vyváženost.
Celkem je známo kolem 570 Wouwermanových děl s potvrzeným autorstvím. Starší katalogy uváděly 800 (John Smith's Catalogue raisonné, 1829/1842) až 1200 děl (rozšířený katalog Hofstede de Groot, 1908), mezi kterými ale byla řada jeho napodobitelů, mimo jiných i jeho dva mladší bratři Jan Wouwerman (1629–1666) a Pieter Wouwerman (1623–1682). Mezi zapsané žáky Philipse Wouwermana patřili malíři Johannes van der Bent, Hendrick Berckman, Eduard Dubois, Nicolas Ficke, Barent Gael, Anthony de Haen, Emanuel Murant, Matthias Scheits a Kort Withold. Z následovníků byli nejvýznamnější Jan van Huchtenburgh (1647–1733), bratři Jan Frans (1683–1750) a Joseph van Bredael (1688–1739) nebo Carel van Falens (1683–1733). První retrospektivní výstavy Wouwermanova díla proběhly v Kasselu, Gemäldegalerie Alte Meister v Mnichově a v The Royal Picture Gallers Mauritshuis v Haagu v letech 2009–2010.

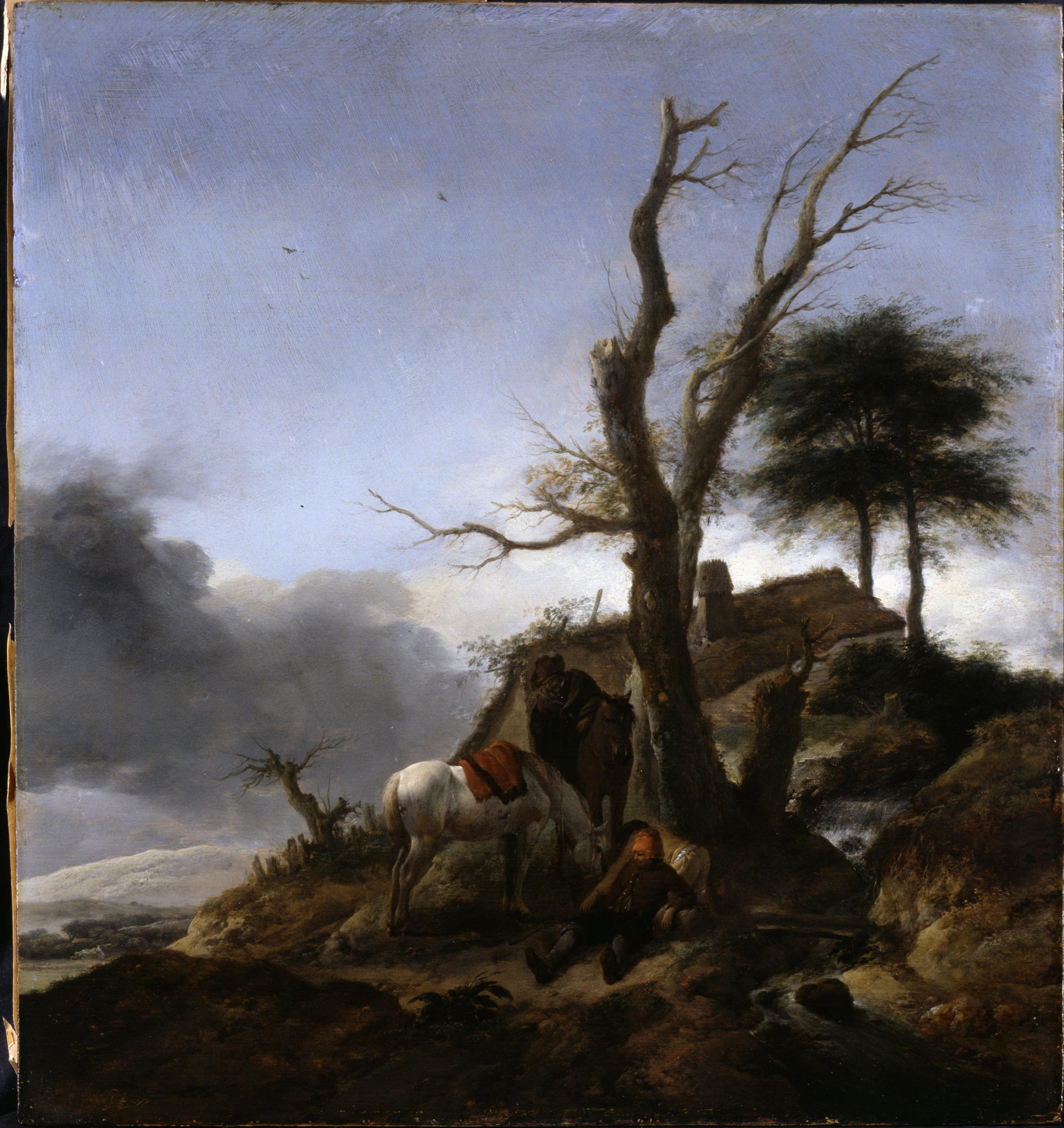
Odpočívající poutníci – Google Art Project
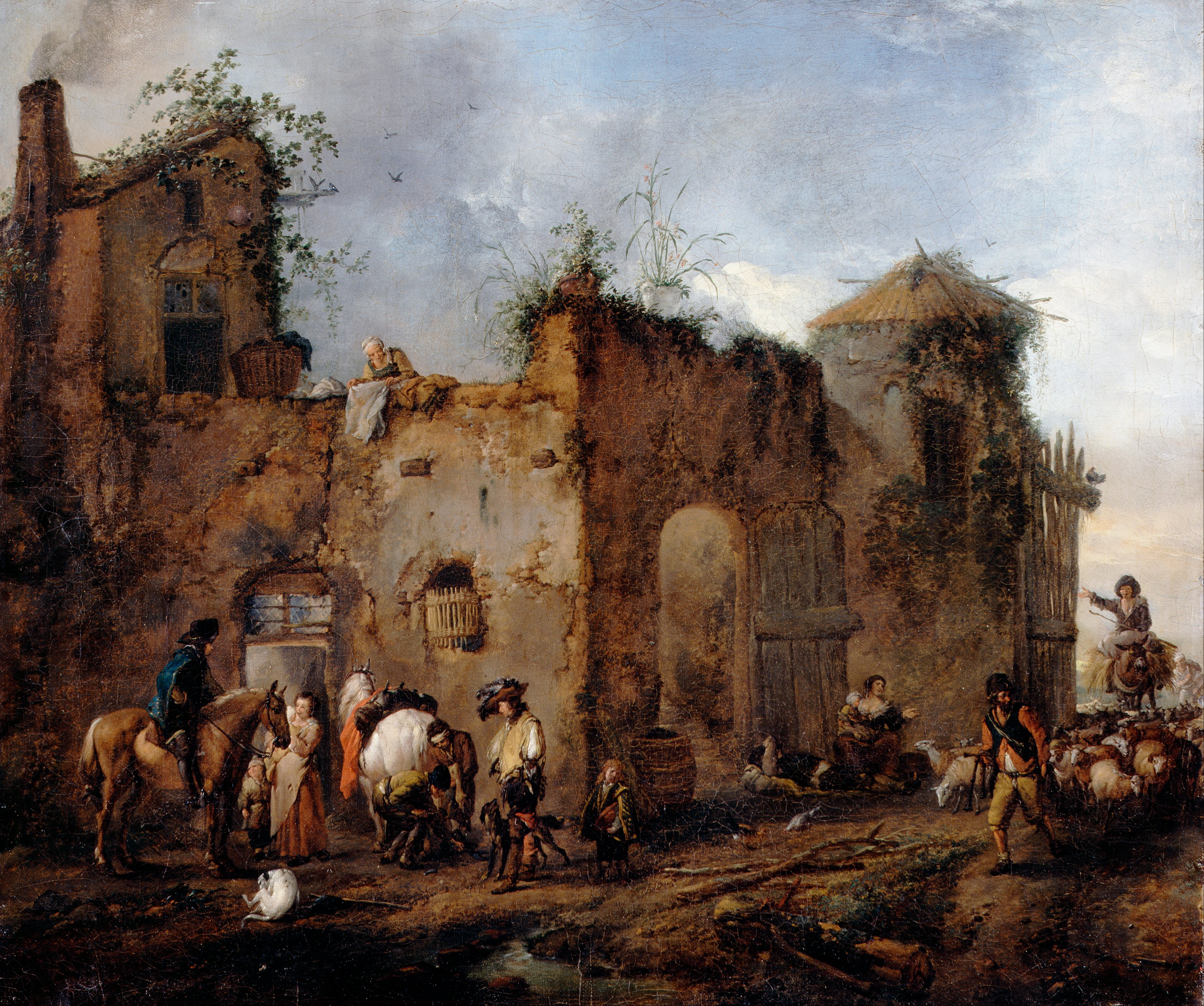
Dvůr s kovářem podkovávajícím koně – Google Art Project
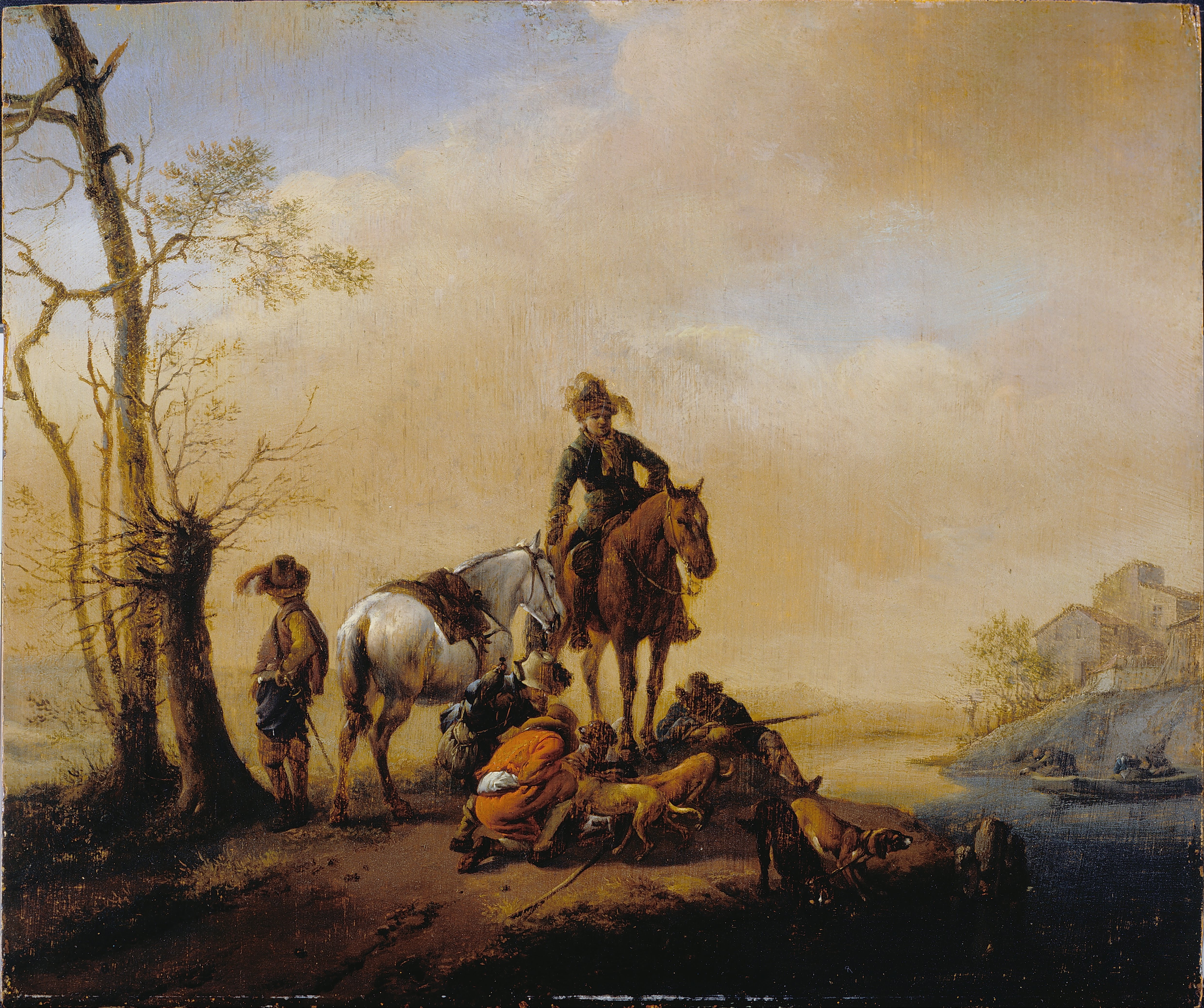
Lovecké zastavení – Google Art Project
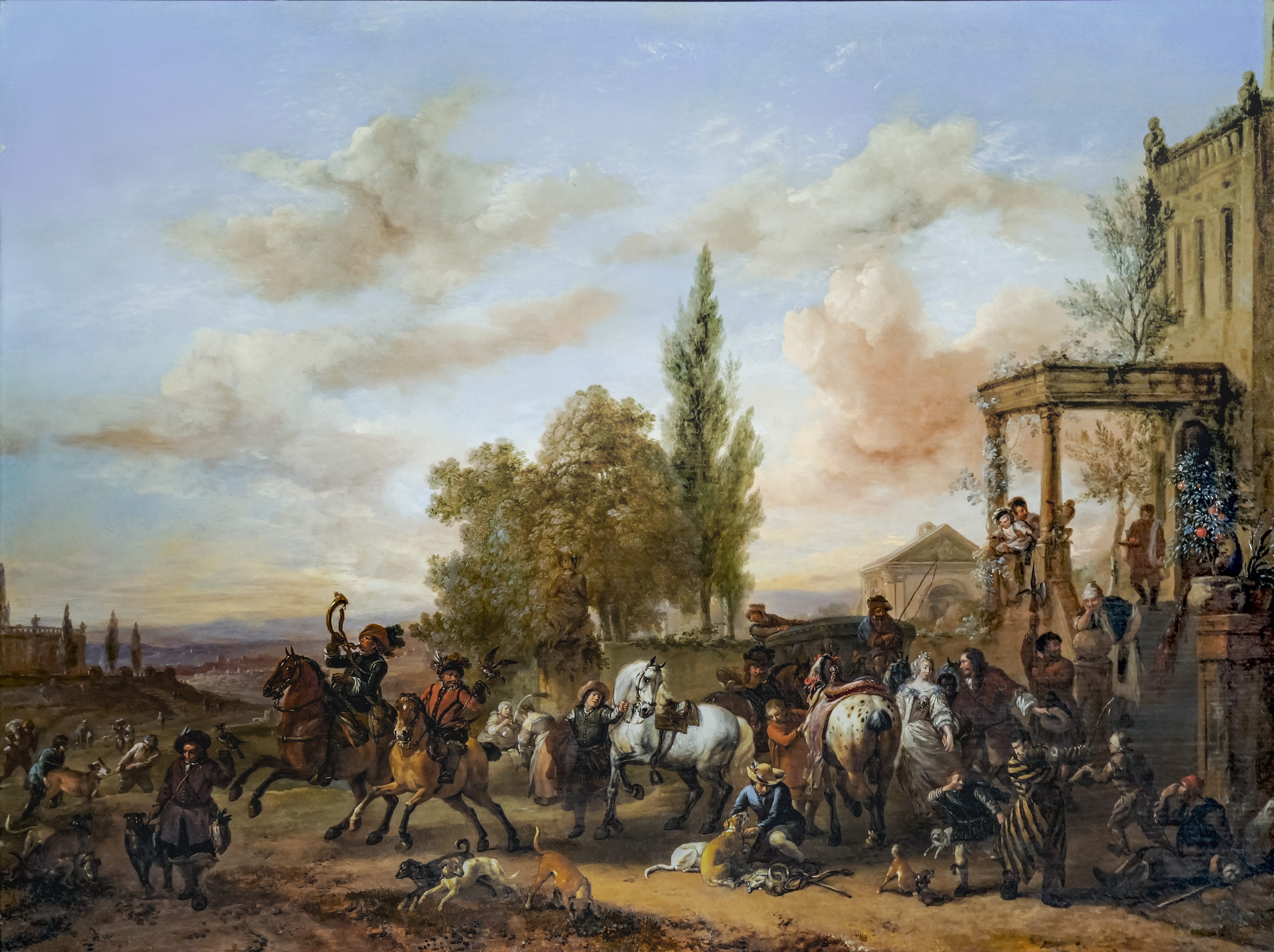
Sokolníci vypravující se na lov (1652), Bemberg Fondation Toulouse
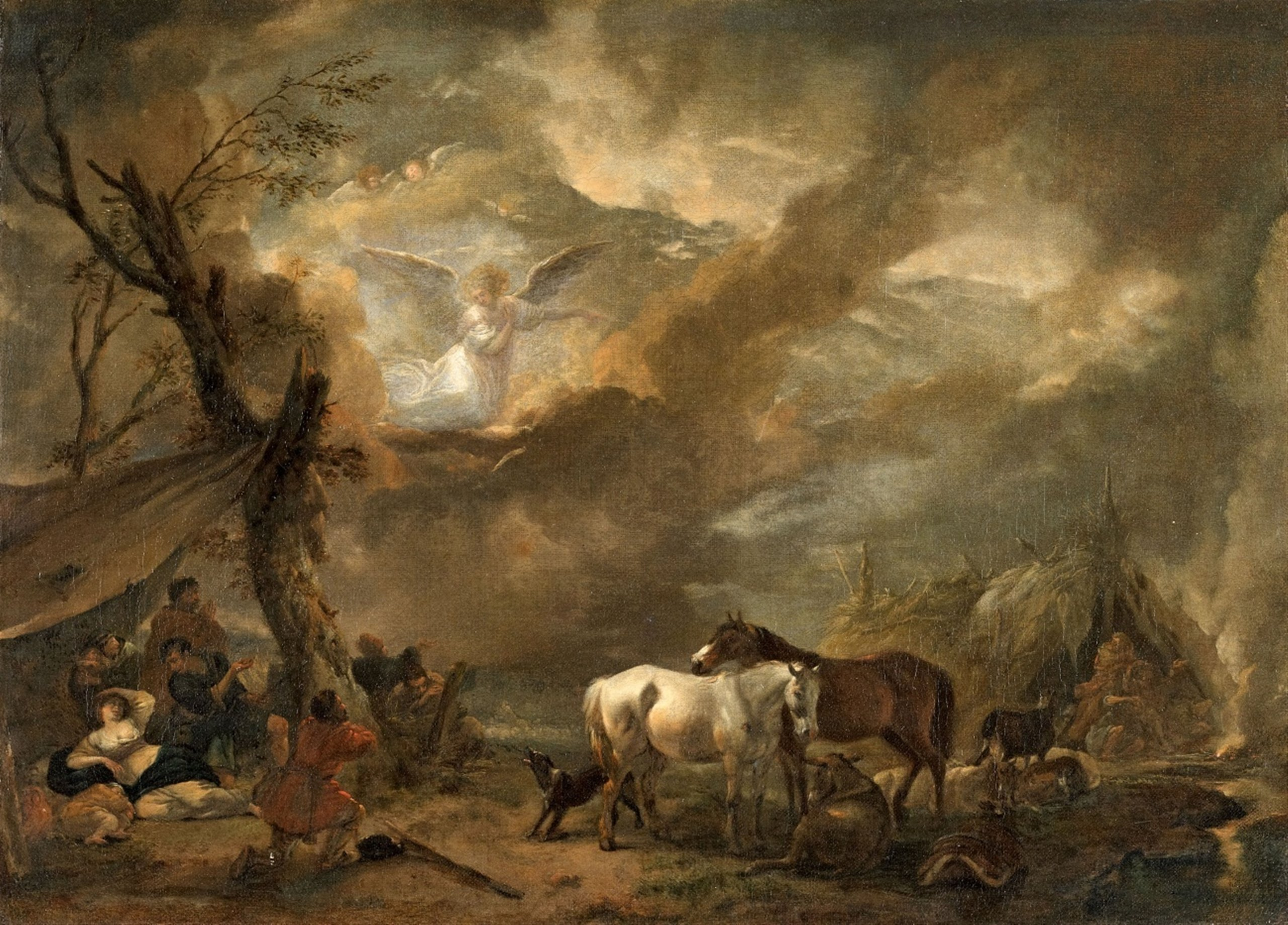
Zvěstování pastevcům (1653)
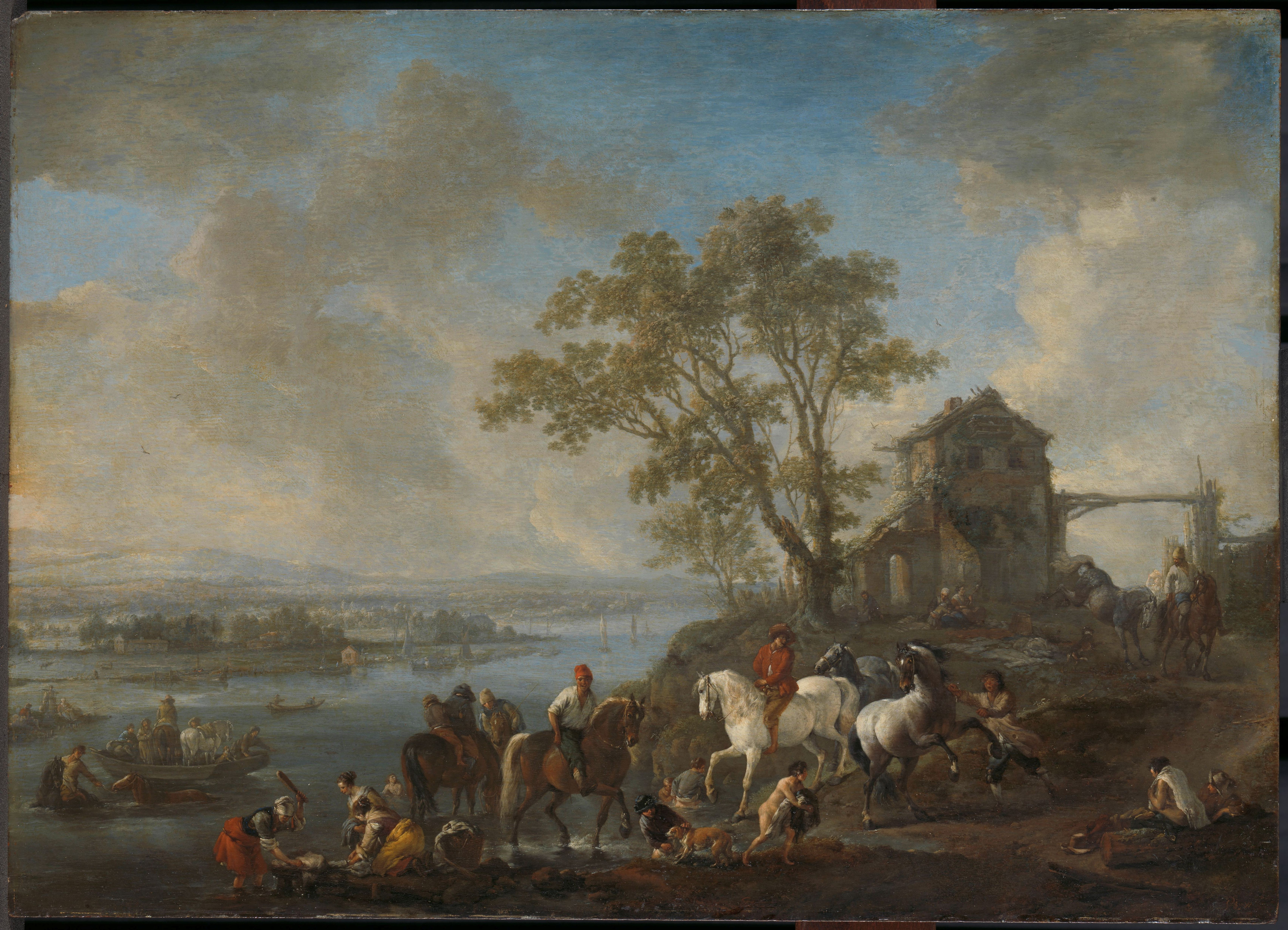
Napájení koní u řeky, Rijksmuseum
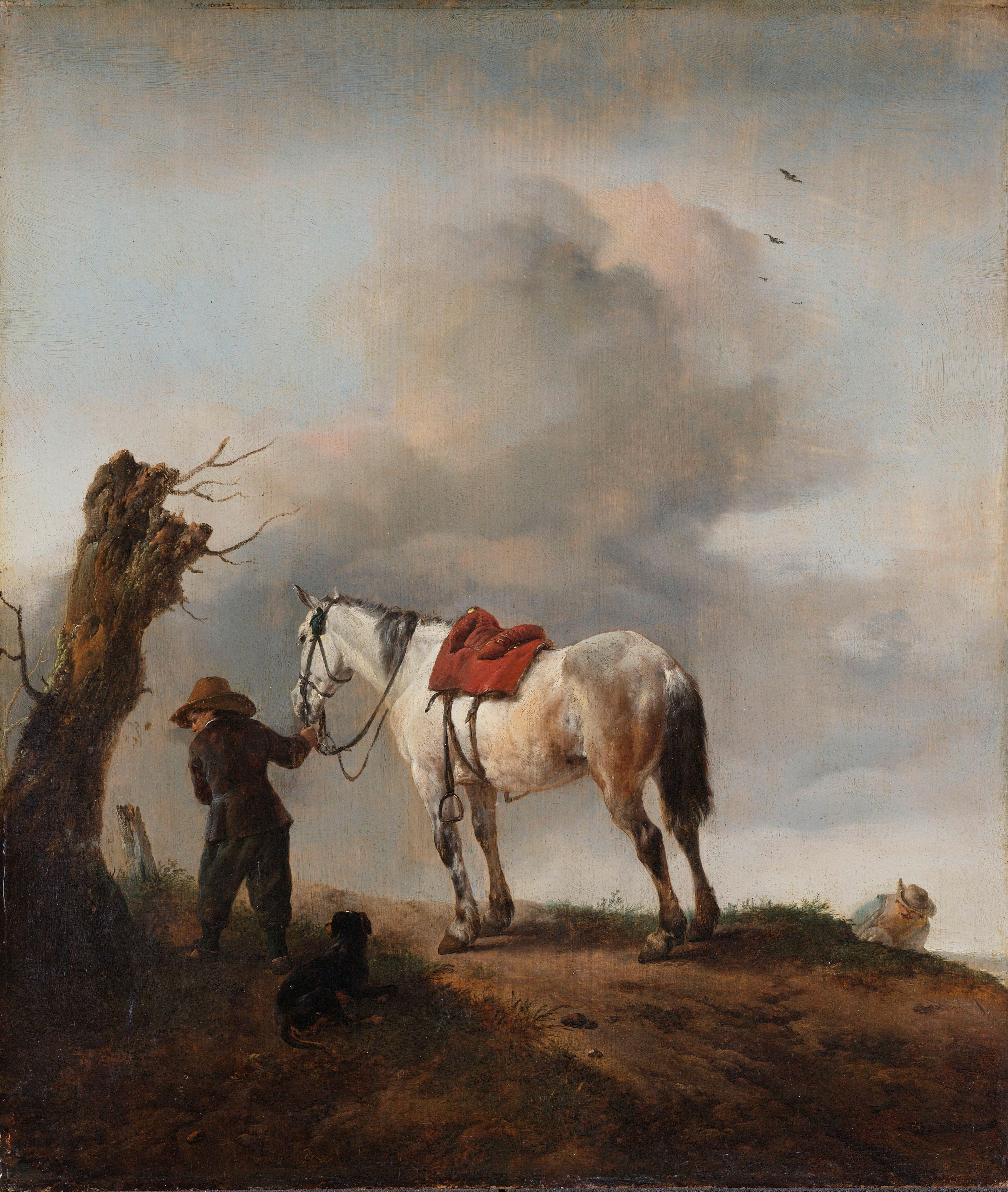
Bílý kůň (1646), Rijksmuseum
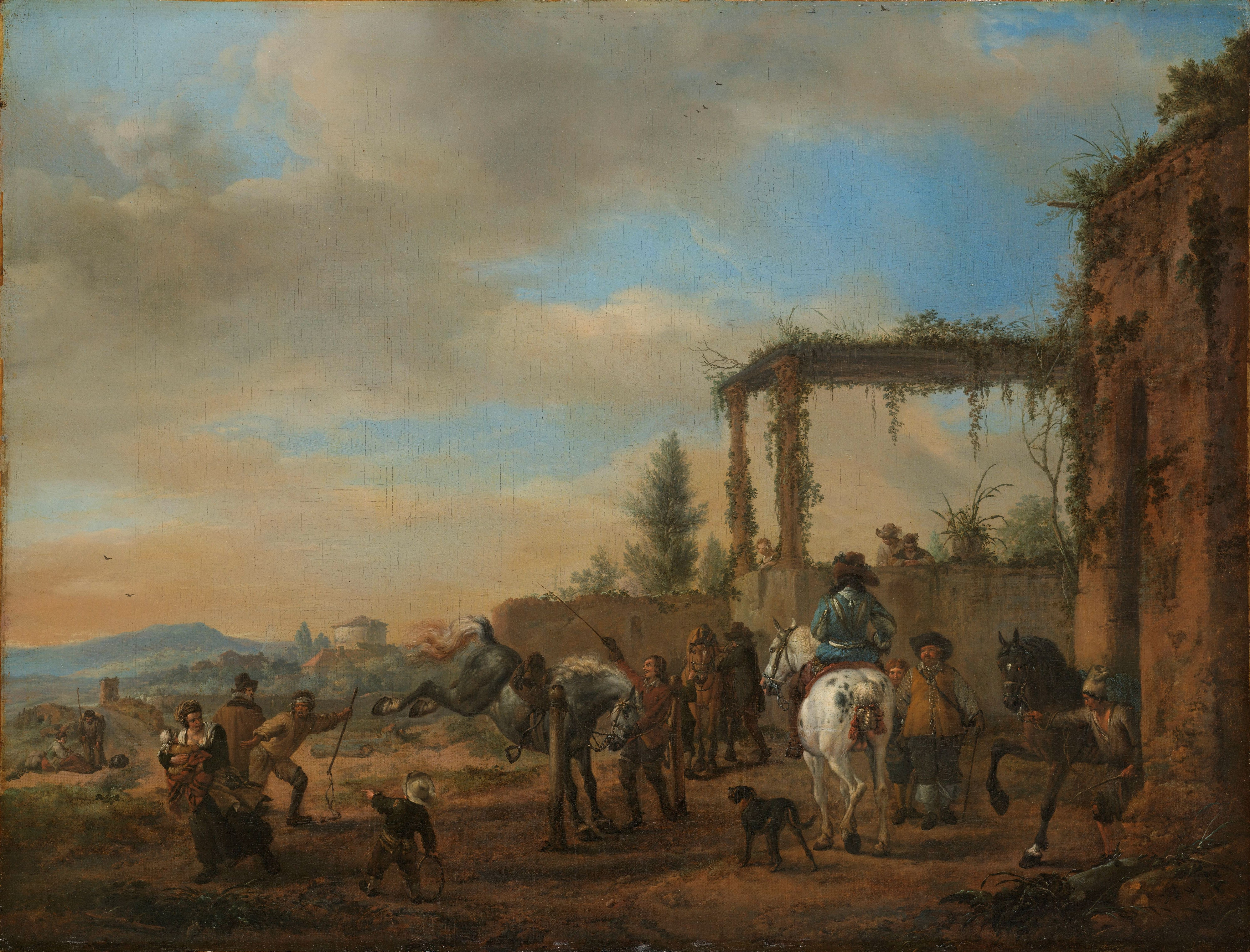
Jezdecká škola (1660), Rijksmuseum
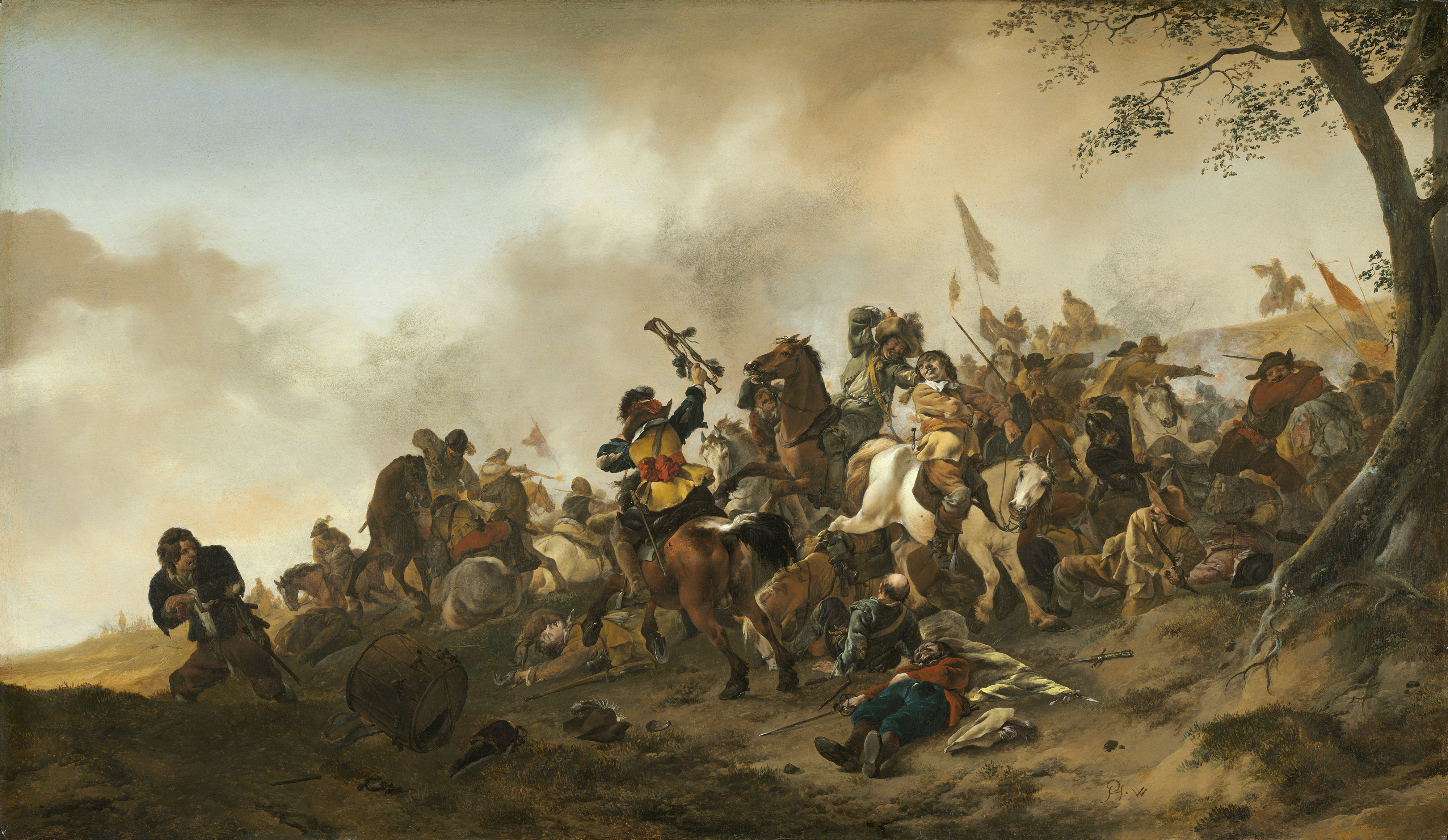
Bitevní scéna (1645–1646)
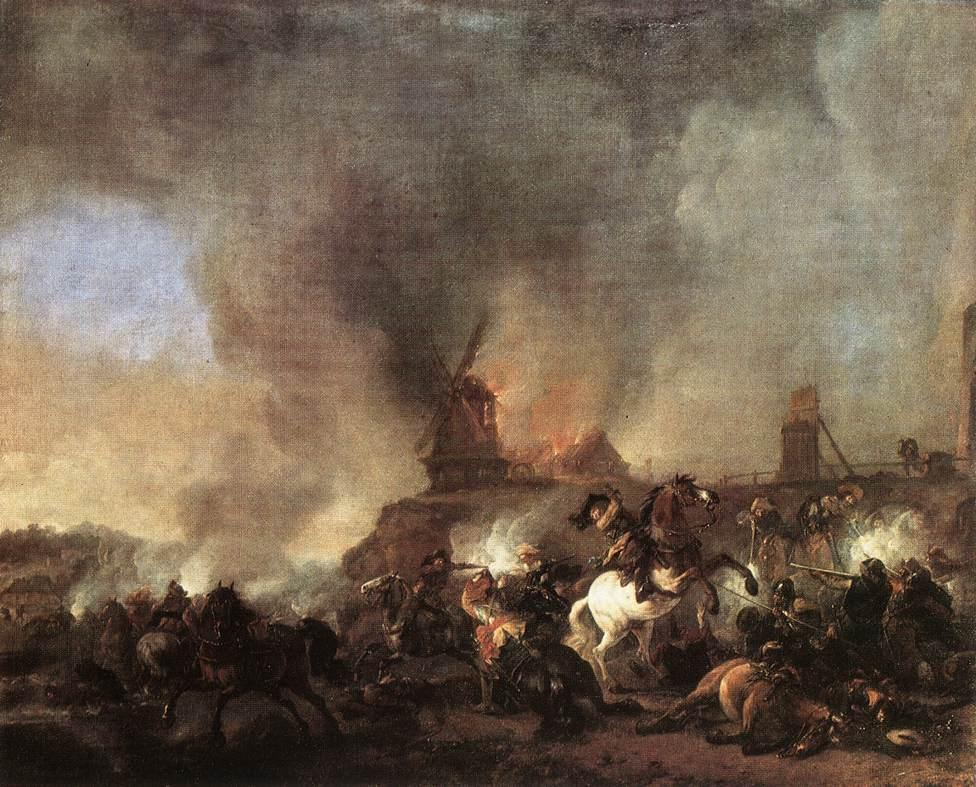
Bitva kavalerie a hořící mlýn (60. léta)